# みゆ&たかおの直球ボイス!
『みゆ&たかおの直球ボイス!』（みゆとたかおのちょっきゅうぼいす）は、2015年10月3日から2022年3月26日まで放送されていたラジオ大阪の音楽番組である。

## コーナー
・16：33頃「つぶきのつぶやき」
津吹みゆが日常を赤裸々につぶやく。
・16：41頃「クラウン今月の1曲」
毎月日本クラウン所属の演歌歌謡曲の歌手の新曲を1曲取り上げる。
2016年6月：成世昌平「南部風鈴」
2017年7月：大江裕「檜舞台」
2017年11月：瀬口侑希「雪舞い岬」
2017年12月：中澤卓也「彼岸花の咲く頃」
2018年1月：三山ひろし「いごっそ魂」
2018年3月：一条貫太「ふたりの始発駅」
2018年7月：和田青児「哀愁子守唄」
2019年4月：竹村こずえ「涙の鏡」
2019年10月：塩乃華織「七尾線」
2019年11月：真木ことみ「すずらん食堂」
2020年4月：二見楓一「刈干恋歌」
2020年5月：美川憲一「夜の花」
2020年6月：中澤卓也「北のたずね人」
2020年7月：三山ひろし「北のおんな町」
2020年8月：羽山みずき「弓ごころ」
2020年9月：モングン「昔のひと」
2020年10月：北川大介「星空のツイスト」
2020年11月：一条貫太「いのちの花」
2020年12月：松尾雄史「流れ舟」
2021年1月：三山ひろし「谺－こだま」
2021年2月：瀬口侑希「冬の恋歌」
2021年3月：黒川英二「一夜夢」
2021年4月：大江裕「登竜門」
2021年5月：塩乃華織「きのくに線」
2021年6月：竹川美子「女のいろは坂」
2021年7月：羽山みずき「わたし舟」
2021年8月：三山ひろし「浮世傘」
2021年9月：瀬口侑希「片恋しぐれ」
2021年10月：川野夏美「想い千すじ」
2021年11月：田中あいみ「孤独の歌姫（シンガー）」
2021年12月
4日、11日：松尾雄史「なでしこの花」
18日、25日：みちのく娘！「みちのく恋の花」
2022年1月：原田波人「永遠の一秒(Stretched Iove)」
2022年2月：瀬口侑希「運命の悪戯」
2022年3月：塩乃華織「命さらしても」
・16：46頃
「来てくんちぇ！福島へ」（2015年10月3日 - ）
津吹みゆが福島県の市町村が書かれたカードが入った抽選ボックス中から引いた市町村をぶっつけ本番で紹介する
「やってみゆみゆ フルーティ歌謡曲」
元吹奏楽部の津吹みゆが有名な歌謡曲のメロディをフルートで吹く
「なにそれ津吹発見伝！」（2017年7月8日 - 2019年1月5日）
津吹みゆが日々の生活の中で、ふと感じた疑問を自己流に分析・解明し、そこで得た発見を伝える
「クラウン家の人々」（2019年1月12日 - 2020年9月28日）
「津吹貴央の夢がいっぱい」（2020年10月5日 - 2021年10月2日）
津吹みゆが占い師となり、リスナーや周りの人が見た夢を占う。
「みゆとたかおの軽い悩みの相談室」（2021年10月9日 - 2022年3月19日）
リスナーから軽い悩みを募り、それに津吹みゆが答える。